# فورستمهرن
فورستمهرن (به آلمانی: Forstmehren) یک شهر در آلمان است که در راینلاند-فالتس واقع شده‌است.

## خصوصیات
فورستمهرن ۱۵۱ نفر جمعیت دارد.